# Lim Koungdoup
Lim Koungdoup (* 24. Mai 2000) ist ein äthiopischer Hochspringer und aktuell Rekordinhaber des Landesrekordes.

## Sportliche Laufbahn
Erste internationale Erfahrungen sammelte Lim Koungdoup 2018 bei den Afrikameisterschaften in Asaba, bei denen er mit übersprungenen 1,85 m den geteilten elften Platz belegte. Im Jahr darauf gewann er bei den Juniorenafrikameisterschaften in Abidjan mit 2,06 m die Silbermedaille und nahm anschließend erstmals an den Afrikaspielen in Addis Abeba teil, bei denen er mit 2,10 m seinen Landesrekord egalisierte und damit auf den fünften Platz gelangte. 2024 wurde er bei den Afrikaspielen in Accra mit 2,10 m Elfter und im Juni gelangte er bei den Afrikameisterschaften in Douala mit 2,05 m auf Rang fünf.
In den Jahren 2018, 2019 und 2021 wurde Koungdoup äthiopischer Meister im Hochsprung.